# О’Коннелл, Патрик Джозеф
Па́трик Джо́зеф О’Ко́ннелл (англ. Patrick Joseph O'Connell; 8 марта 1887, Уэстмит — 27 февраля 1959, Лондон) — ирландский футболист, выступавший на позиции хавбека, впоследствии — футбольный тренер.
В качестве игрока наиболее известен по выступлениям за английские клубы «Шеффилд Уэнсдей», «Халл Сити» и «Манчестер Юнайтед», а также за сборную Ирландии, в составе которой выиграл домашний чемпионат Великобритании 1914 года.
В качестве тренера известен по работе в чемпионате Испании, где тренировал ряд клубов, в том числе «Реал Бетис» (с которым выиграл Ла Лигу в сезоне 1934/35), «Расинг Сантандер», «Реал Овьедо», «Барселону» и «Севилью».
В Испании получил прозвище Дон Патрисио. Также его называют «спасителем „Барселоны“», так как он помог клубу выйти из тяжёлой финансовой ситуации.

## Клубная карьера

### Начало карьеры
Патрик родился в графстве Уэстмит, затем его семья переехала в Дублин. На любительском уровне О’Коннелл играл в футбол за ряд дублинских команд, включая «Франкфорт» и «Стрэнвилл Роверс», а в августе 1908 года перешёл в «Белфаст Селтик», с которым подписал свой первый профессиональный контракт. В сезоне 1908/09 он забил за команду 5 голов в лиге и ещё 4 — в Кубке Белфаста. 3 из 4 мячей в Кубке он забил в ворота «Линфилда» 31 октября 1908 года, когда «Селтик» разгромил соперника со счётом 4:1 на «Уиндзор Парк».

### «Шеффилд Уэнсдей»
Весной 1909 года Патрик, вместе с Питером Уорреном, перешли из ирландского «Селтика» в английский «Шеффилд Уэнсдей». Английский клуб приобрёл их двоих за £50. О’Коннелл дебютировал за «Уэнсдей» в Первом дивизионе в матче последнего тура сезона 1908/09 против «Бери». В последующие сезоны он нечасто попадал в основной состав из-за сильной конкуренции со стороны таких игроков как Инглиш Макконнелл, Джимми Спурс и Боб Макскимминг. Поэтому за три года, проведённые в клубе, он сыграл лишь в 21 официальном матче (18 в лиге и 3 в Кубке Англии). Во время выступления за «Уэнсдей» Патрик дважды сыграл за сборную Ирландии.

### «Халл Сити»
В марте 1912 года О’Коннелл перешёл в «Халл Сити», выступавший во Втором дивизионе. Провёл в клубе два сезона, сыграв в 58 матчах чемпионата. Также за эти два сезона сыграл 3 матча за сборную Ирландии.

### «Манчестер Юнайтед»
Яркие выступления Патрика за сборную Ирландии на домашнем чемпионате Британии привлекли к нему внимание «Манчестер Юнайтед», в который он перешёл в мае 1914 года за £1000. В сезоне 1914/15 Патрик был капитаном «Манчестер Юнайтед», сыграв 34 матча и забив 2 гола в Первом дивизионе, а также один матч в Кубке Англии. Его дебют за «Юнайтед» состоялся 2 сентября 1914 года в матче против «Олдем Атлетик»: в этом матче он забил гол, но его команда проиграла со счётом 1:3. Свой второй гол О’Коннелл забил 10 апреля 1915 года в игре против «Мидлсбро». Свой последний официальный матч за «Манчестер Юнайтед» он сыграл 26 апреля 1915 года, когда «Юнайтед» обыграл «Астон Виллу».
В сезоне 1914/15 «Манчестер Юнайтед» занял 18-е место в Первом дивизионе, едва избежав вылета. Тогда же разразился известный скандал с договорным матчем. 2 апреля 1915 года «Манчестер Юнайтед», которому нужны были очки для сохранения в высшей лиге, дома обыграл «Ливерпуль» со счётом 2:0. Впоследствии выяснилось, что матч был договорным. Ряд игроков «Манчестер Юнайтед» и «Ливерпуля» накануне игры встретились в пабе и договорились о том, что матч должен закончиться победой «Юнайтед» со счётом 2:0 — футболисты, участвовавшие в заговоре, сделали денежные ставки, букмекерский коэффициент на этот счёт в матче составлял 8 к 1. В матче, когда счёт был уже 2:0 в пользу «Юнайтед» (два гола забил Джордж Андерсон), в ворота «Ливерпуля» был назначен одиннадцатиметровый удар; Патрик О’Коннелл пробил мимо ворот. Неизвестно, сделал ли он это намеренно, зная о сговоре, или нет.
По одной из версий, договорной матч состоялся не для того, чтобы «Юнайтед» избежал вылета из высшего дивизиона — уже началась Первая мировая война, и игроки знали, что в ближайшее время никаких футбольных соревнований проводиться не будет — мотивацией игроков было лишь стремление заработать денег перед периодом вынужденной безработицы в военные годы.
После матча выяснилось, что большие суммы денег были поставлены на победу «Манчестер Юнайтед» со счётом 2:0. Футбольная ассоциация Англии провела расследование и обнаружила, что матч был договорным. О’Коннелл смог избежать наказания, но трём его одноклубникам повезло меньше: Сэнди Тернбулл, Артур Уолли и Инок Уэст, а также четверо игроков «Ливерпуля» были пожизненно дисквалифицированы от футбола.
Из-за войны официальные соревнования в Англии (Футбольная лига и Кубок Англии) были отменены, поэтому, формально являясь игроком «Манчестер Юнайтед», О’Коннелл выступал в военный период в качестве гостя за ряд других команд — «Рочдейл», «Клэптон Ориент» и «Честерфилд».

### «Дамбартон»
В августе 1919 года О’Коннелл перешёл в шотландский «Дамбартон». Его дебют за «сынов» в Футбольной лиге Шотландии состоялся 16 августа 1919 года, в котором он сыграл на позиции правого хавбека в матче против «Эйр Юнайтед»; игра завершилась вничью со счётом 1:1. В первых трёх матчах за клуб он играл правого хавбека, но потом стал играть на более привычной для себя позиции центрального хавбека (кроме одного матча против «Гамильтон Академикал» 27 сентября, где он тоже сыграл правого хавбека). Свой последний матч за «Дамбартон» он провёл 24 апреля — это была игра против «Абердина».

### «Ашингтон»
Завершил свою игровую карьеру О’Коннелл в английском «Ашингтоне». Клуб выступал в Северо-восточной лиге Англии и сезон 1920/21 завершил на 9-м месте из 12 возможных. В следующем сезоне О’Коннеллу предложили тренерский пост, он согласился, став играющим тренером. В сезоне 1921/22 «Ашингтон» выступал уже в Третьем североном дивизионе Футбольной лиги, что было серьёзным повышением в статусе. В этом же сезоне был модернизирован стадион клуба, его вместимость повысилась до 20 000 мест. О’Коннелл сам сыграл в первом матче «Ашингтона» в Футбольной лиге, в котором «шахтёры» выиграли у «Гримсби Таун» со счётом 1:0. Последним матчем Патрика за клуб стала домашняя игра против «Саутпорта», которая закончилась со счётом 2:2. «Ашингтон» завершил сезон на 10-м месте.
В январе 1921 года, ещё выступая за «Ашингтон», О’Коннелл сыграл матч в качестве представителя Северо-восточной лиги против сборной Центральной лиги.

## Карьера в сборной
С 1912 по 1919 годы О’Коннелл сыграл 6 матчей за сборную Ирландии. Его дебют за сборную состоялся 10 февраля 1912 года в матче против сборной Англии. 16 марта 1912 он сыграл против сборной Шотландии на «Уиндзор Парк».
В 1914 году в составе сборной Ирландии домашний чемпионат Великобритании. После победы над Уэльсом 19 января Ирландия обыграла англичан 14 февраля. 14 марта ирландцы встретились с шотландцами: О’Коннелл, вышедший на поле с капитанской повязкой, получил перелом левой руки в первом тайме, но после того, как ему перебинтовали руку, продолжил игру, так как ирландцы уже лишились своего вратаря из-за травмы и играли вдесятером. Героические усилия команды позволили ей сыграть вничью 1:1 и выиграть титул.
Свой последний матч за сборную Патрик провёл в 1919 году: это была игра против Шотландии.

### Матчи за сборную
| № | Дата            | Соперник  | Счёт | Турнир                            |
| 1 | 10 февраля 1912 | Англия    | 1:6  | Домашний чемпионат Великобритании |
| 2 | 16 марта 1912   | Шотландия | 1:4  | Домашний чемпионат Великобритании |
| 3 | 19 января 1914  | Уэльс     | 2:1  | Домашний чемпионат Великобритании |
| 4 | 14 февраля 1914 | Англия    | 3:0  | Домашний чемпионат Великобритании |
| 5 | 14 марта 1914   | Шотландия | 1:1  | Домашний чемпионат Великобритании |
| 6 | 22 марта 1919   | Шотландия | 1:2  | Товарищеский матч                 |

## Тренерская карьера

### «Расинг» Сантандер
В 1922 году Патрик оставил свою семью и жену и, никого не предупреждая, уехал в Испанию — родственники узнали о нём только когда получили денежный перевод из Испании от его имени. О’Коннелл сменил на посту главного тренера «Расинга» из Сантандера англичанина Фредерика Пентланда, перешедшего в «Атлетик Бильбао».
За семь лет, проведённых в качестве главного тренера «Расинга», О’Коннелл полностью перестроил игру команды, особенно акцентируя внимание на действиях в обороне и на подключениях защитников к атаке. После принятия нового правила об офсайде в 1926 году О’Коннелл отдельно тренировал скоординированые действия защитников для создания офсайда форвардам противника.
В 1928 году «Расинг» стал одним из основателей Ла Лиги.
В 1947—1949 годах, на закате своей тренерской карьеры, О’Коннелл вернулся в «Расинг». Таким образом, в этом клубе он начал и закончил свою тренерскую карьеру в Испании.

### «Реал Овьедо»
С 1 сентября 1929 года по 30 мая 1931 года был главным тренером клуба «Реал Овьедо», выступающего в Сегунде.

### «Реал Бетис»
В 1931 году О’Коннелл был приглашён на должность главного тренера в «Реал Бетис». В сезоне 1931/32 выиграл с клубом Сегунду. На протяжении следующих нескольких сезонов «Бетис» играл в высшем дивизионе, завершая чемпионат в первой половине турнирной таблицы. Наивысшего триумфа в своей истории клуб добился в сезоне 1934/35, когда «Бетис» выиграл свой первый и единственный титул чемпионов Испании. Победа в чемпионате была завоёвана 28 апреля 1935 года, когда «Бетис» разгромил со счётом 5:0 «Расинг» из Сантандера, бывшую команду О’Коннелла.
Согласно ряду источников, вечером накануне решающего матча О’Коннелл встретился с игроками «Расинга» и попросил их проиграть в матче. К тому моменту «Расинг» находился в нижней части турнирной таблицы (но вне зоны вылета) — и проигрыш, как и выигрыш, не имел для команды решающего значения, — тогда как «Бетис» находился на первом месте, но всего в одном очке от него был «Мадрид», поэтому команде О’Коннелла требовалась победа. На предложение ирландского тренера о проигрыше в матче один из игроков «Расинга» ответил отказом. Более того, он сообщил, что президент «Расинга», Хосе Мария Коссио, является болельщиком «Мадрида» и уже пообещал всем игрокам «Сантандера» 1000 песет за победу над «Бетисом». Предполагается, что после этого О’Коннелл отказался от дальнейших попыток убедить игроков соперника проиграть в матче, так как это потребовало бы дачи крупной взятки. О’Коннелл уже сталкивался с коррупционным скандалом (в Англии в 1915 году) и не хотел снова попадать в такую ситуацию. В итоге «Бетис» всё равно выиграл тот матч и чемпионат Испании.

### «Барселона»
Успехи О’Коннелла с «Бетисом» привлекли внимание руководства «Барселоны», которое пригласило ирландца на пост главного тренера команды, свободного после увольнения Франца Платко. В сезоне 1935/36 «Барселона» с такими игроками в составе, как Хосеп Эскола, Доменек Балманья, Хуан Хосе Ногес и Энрике Фернандес выиграла чемпионат Каталонии и дошла до финала Кубка Испании. В финале Кубка «Барса» проиграла «Мадриду» со счётом 2:1.
В сезоне 1936/37 чемпионат в Испании не состоялся в связи с началом гражданской войны. Клубы, расположенные на территориях, контролируемых республиканцами, однако, сформировали новый турнир — Средиземноморскую лигу, в которой «Барселона» приняла участие.
6 августа 1936 года президент «Барселоны» Хосеп Суньоль был убит франкистами. Из-за начала гражданской войны посещаемость матчей клуба резко упала, у клуба выросли долги и появились проблемы с деньгами. В самой Барселоне ситуация также была нестабильной из-за мощной идеологической борьбы разных политических сил.
В этой непростой ситуации игроки «Барселоны» согласились на сокращение своих зарплат. О’Коннелл последовал их примеру, урезав своё жалование с 1500 до 1000 песет в месяц. В начале 1937 года мексиканский бизнесмен по имени Мануэль Мас Серрано предложил «Барселоне» поехать в турне по Мексике и США. Он брал на себя все расходы, а также пообещал заплатить «Барсе» $15 000. «Барселона» согласилась. В тур отправились 16 футболистов, О’Коннелл, Анхель Мур, Россенд Кальвет (секретарь «Барсы») и клубный доктор Модест Аморос. В Мексике «Барселона» сыграла с такими командами, как «Америка», «Атланте», «Некакса» и со сборной Мексики. В США «Барса» сыграла с «Бруклин Хиспано», «Бруклин Сент-Мерис Селтик», со сборной «всех звёзд» американской футбольной лиги и со сборной еврейских звёзд. Турне по Мексике и США продлилось 4 месяца.
Благодаря финансовым средствам, вырученным из этого турне, «Барселона» смогла избежать банкротства, однако в Испанию О’Коннелл вернулся лишь с четырьмя футболистами из 16 — остальные 12 в поисках политического убежища остались в Мексике и Франции. В сезоне 1937/38 территория, контролируемая республиканцами, сильно уменьшилась, поэтому новый розыгрыш Средиземноморской лиги не состоялся. Однако состоялся розыгрыш Каталонской лиги, в которой приняли участие только клубы из Каталонии. Несмотря на ослабленный состав, «Барса» выиграла и Каталонскую лигу, и чемпионат Каталонии.
Благодаря помощи, которую О’Коннелл оказал команде в тяжёлый период её истории, его называют «спасителем „Барселоны“».

### «Севилья»
Уже во время Второй мировой войны О’Коннелл вернулся в Испанию, где вновь тренировал «Бетис» с 1940 по 1942 год, а затем был главным тренером «Севильи» с 1942 по 1945 годы. В сезоне 1942/43 "Севилья под его руководством заняла второе место в Ла Лиге.

## Поздние годы и смерть
После завершения тренерской карьеры в 1949 году Патрик переехал к своему брату в Лондон. Он жил бедно, и в 1954 году «Бетис» даже организовал благотворительный матч, прибыль от которого передал О’Коннеллу.
В феврале 1959 года Патрик Джозеф О’Коннелл умер от пневмонии. Он был похоронен на кладбище Кенсал-Грин.
Долгие годы на его могиле не было даже таблички с именем. В 2014 году началась кампания по сбору средств для установки таблички с именем и памятника на могиле О’Коннелла. В кампании приняли участие Мартин О’Нил, Мэл Донахи, Франц Беккенбауэр, Паоло Мальдини, Дэвид Бекхэм и другие известные футболисты и футбольные болельщики. 26 февраля 2015 года футбольный клуб «Барселона» выпустил пресс-релиз, в котором заявил о своём участии в кампании: так, футболку с автографом Андреса Иньесты выставят на аукцион, средства от продажи пойдут на восстановление могилы и установку памятника О’Коннеллу. Кроме Иньесты, кампанию поддержали другие игроки, выступавшие за «Барселону»: Йохан Кройф, Патрик Клюйверт, Самюэль Это’о, Рональд Куман, Франк Райкард, Гари Линекер.

## Достижения

### В качестве игрока
Сборная Ирландии
- Чемпион домашнего чемпионата Великобритании: 1914

### В качестве тренера
Расинг Сантандер
- Победитель чемпионата Кантабрии (5): 1923/24, 1924/25, 1925/26, 1926/27, 1928/29

 Реал Бетис
- Чемпион Испании: 1934/35
- Победитель Сегунды: 1931/32

 Барселона
- Победитель Средиземноморской лиги: 1937
- Победитель чемпионата Каталонии (2): 1935/36, 1937/38
- Финалист Кубка Испании: 1936

 Севилья
- Второе место в Ла Лиге: 1942/43